# Eugene Chadbourne
Eugene Chadbourne (4 de enero de 1954, Mount Vernon, Nueva York) es un guitarrista y banjoista estadounidense de jazz contemporáneo. Ecléctico y nada convencional, Chadbourne muestra claras influencias del free jazz. Ha ejercido también de periodista musical para Allmusic y Maximum RocknRoll.

## Historial
Chadbourne comenzó tocando rock and roll aunque rápidamente se cansó de las formas convencionales. Estudió entonces otros géneros, incluidos el blues, el country, el bluegrass, el free jazz, y el noise, sintetizando todas estas influencias heterogéneas en un único estilo propio. Estuvo influenciado, desde muy pronto, por los estilos experimentales de Captain Beefheart y The Mothers of Invention. Un álbum en solitario, Songs (Intakt 026: 1993), nos muestra temas originales con tendencia política, como "Knock on the Door" y "Hello Ceausescu", además de versiones, como el tema de Nick Drake, "Thoughts of Mary Jane", y el de Floyd Tillman, "This Cold War With You".
Chadbourne inventó un instrumento, conocido como "rastrillo eléctrico", fabricado al unir una guitarra eléctrica a un rastrillo. Toca este instrumento, en dueto, con el pianista Bob Wiseman en el disco de este, de 1991, Presented By Lake Michigan Soda.
Chadbourne ha trabajado con numerosos artistas, entre ellos John Zorn, Fred Frith, Derek Bailey, Han Bennink, Carla Bley, Paul Lovens, Toshinori Kondo, Kommissar Hjuler, Camper Van Beethoven, Jello Biafra, Turbonegro, They Might Be Giants, Sun City Girls, Violent Femmes, Lukas Simonis, Aki Takase, Walter Daniels, Kevin Blechdom, Biff Blumfumgagnge, Zu y Jimmy Carl Black.
En los años 1970, durante una estancia en Canadá, produjo y presentó un programa de radio en la emisora Radio 104.5 Cable FM, de Calgary, Alberta. En los años 1980, Chadbourne lideró el grupo Shockabilly (1982–1985), con Mark Kramer (bajo/órgano) y David Licht (batería), llegando a editar cuatro álbumes eclécticos. Chadbourne reside en Greensboro (Carolina del Norte) desde 1981.

## Discografía
- 1975 - Volume One Solo Acoustic Guitar
- 1976 - Solo Acoustic Guitar Volume 2
- 1977 - Improvised Music From Acoustic Piano And Guitar (con Casey Sokol)
- 1977 - Ghost Legends (con Charles Tyler)
- 1978 - Vision-Ease
- 1978 - The English Channel
- 1979 - Don't Punk Out (con Frank Lowe)
- 1979 - Now Return Us To Normal (con Randy Hutton)
- 1979 - Possibilities Of The Colour Plastic (con Toshinori Kondo)
- 1980 - In Memory of Nikki Arane (con John Zorn)
- 1981 - Kitchen Concert
- 1983 - The President He Is Insane
- 1983 - Chicken on the Way
- 1985 - You Are in Bear Country
- 1985 - Country Protest
- 1985 - Dinosaur On The Way
- 1985 - Biker Music From Southeast Cambodia
- 1986 - Country Music of Southeastern Australia
- 1986 - 198666 EP
- 1986 - Corpses Of Foreign War
- 1987 - There'll Be No Tears Tonight
- 1987 - Kultural Terrorism
- 1987 - LSD Country And Western
- 1987 - Dear Eugene
- 1987 - Vermin of the Blues
- 1988 - The Eddie Chatterbox Double Trio Love Album
- 1988 - I've Been Everywhere
- 1989 - 69th Sinfunny
- 1990 - Country Music In The World Of Islam
- 1991 - Chad-Born Again
- 1992 - Chadbourne Baptist Church
- 1992 - Hot Burrito 2
- 1993 - Songs
- 1993 - Strings
- 1993 - Locked In A Dutch Coffee Shop (avec Jimmy Carl Black)
- 1996 - End to Slavery
- 1999 - Con Lukas Simonis y the Insect and Western Party - Beauty and the Bloodsucker (CD) Leo Records
- 2011: Stop Snoring
- 2011: ECs
- 2011: Zupa Dupa Kupa